# Askland
Askland är en kyrkby i Åmli kommun i Agder fylke i södra Norge. Byn ligger vid fylkesväg 3384 och ån Gjøv i dalen Gjøvdal. Här finns Gjøvdals kyrka.
Byn utgjorde tidigare centralort i dåvarande Gjøvdals kommun i Aust-Agder fylke.